# Theodor Penners

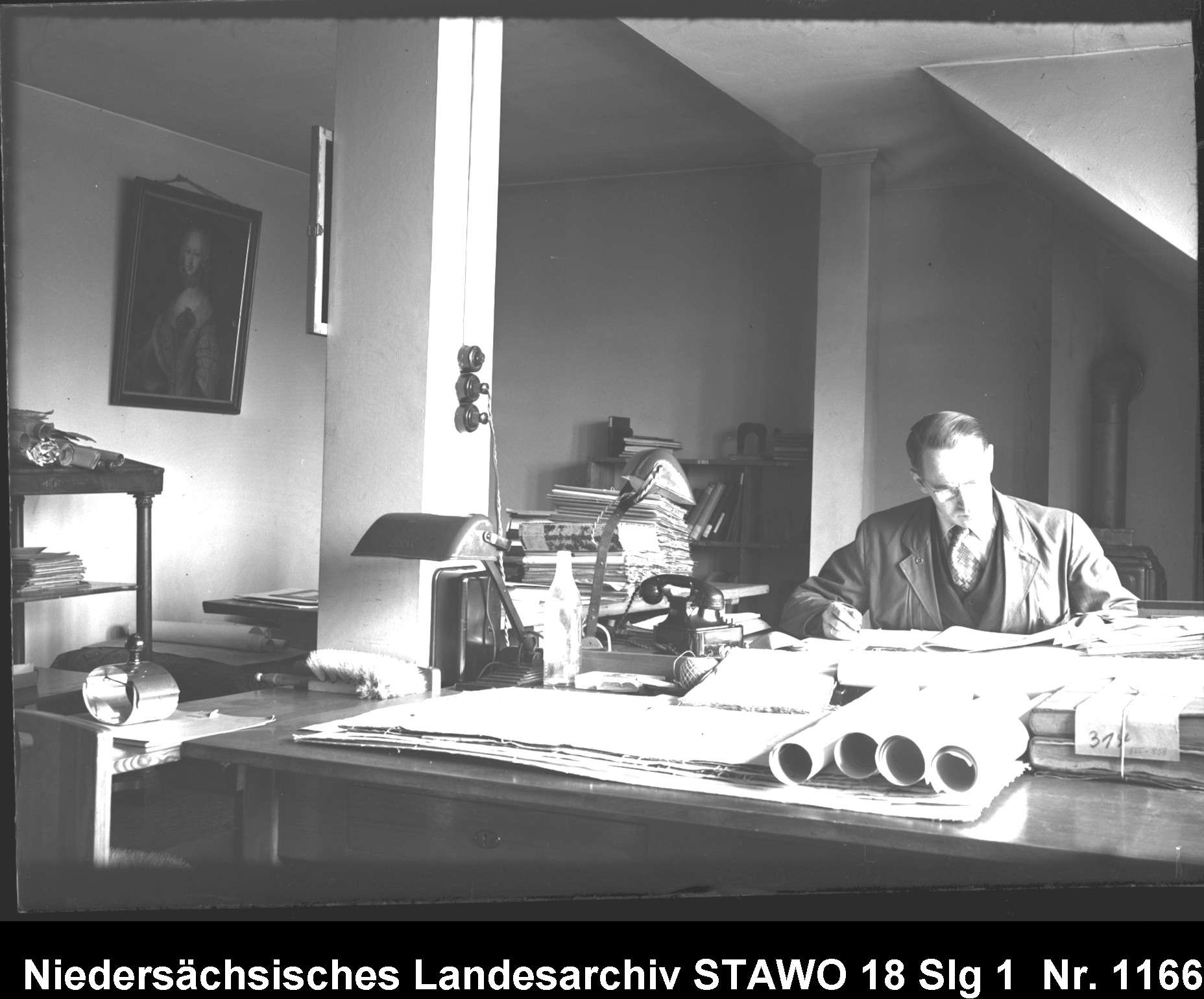
Theodor Penners, Archivar im Staatsarchiv Wolfenbüttel 1950

Theodor Penners (* 30. Dezember 1912 in Kiel; † 5. März 1994 in Kiel) war ein Historiker und Archivdirektor.

## Familie
Theodor Penners war ein Sohn von Wilhelm Penners (* 29. Juli 1880 in Aachen; † 30. Oktober 1957 in Hannover), Regierungsbaumeister beim Garnisonwesen der kaiserlichen Marine in Kiel (1913). Penners heiratete 1945 in Hannover Hedwig Barbara Ellwart, Historikerin, die selbstständig und als Co-Autorin ihres Mannes publizierte. Das Paar hatte die Kinder: Ursula (* 1946) und Bernd-Michael (* 1948).

## Leben
Theodor Penners studierte ab 1832 in Freiburg/Br., München und Königsberg die Fächer Germanistik Geschichte und Geographie. 1938 promovierte er bei Friedrich Baethgen in Königsberg mit einer Untersuchung über die Stadtbewohner im Deutsch-Ordensland Preußen bis in die Zeit um 1400 zum Dr. phil. und legte zugleich die Staatsprüfung für das Lehramt an Gymnasien ab.
Nach Kriegseinsatz in der Wehrmacht und Verwundung vor Stalingrad wurde Penners 1943 zum Staatsarchivreferendar ernannt. Seine Referendarzeit absolvierte Penners ab 1945 in Hannover. 1952 wurde er als Archiv-Assessor nach Wolfenbüttel versetzt. Am 7. September 1956 kam er dann an das Staatsarchiv Osnabrück, dessen Leitung er 1965 übernahm und das er bis zu seiner Pensionierung 1977 führte. Penners war seit 1958 Schriftführer des Historischen Vereins Osnabrück und 1969–1981 dessen Vorsitzender.
Penners hat über 60 Einzeltitel veröffentlicht. Schwerpunkt waren das Osnabrücker Land und das Emsland. Daneben hat er sich beginnend mit seiner Dissertation für Migration im Mittelalter und der frühen Neuzeit interessiert. Sein Nachlass wird im Niedersächsischen Landesarchiv, Abteilung Osnabrück (Erw. A66) verwahrt.

## Ehrungen
- Theodor Penners wurde als Mitglied in die Historische Kommission für Westfalen, die Historische Kommission für Niedersachsen und Bremen und die Historische Kommission für ost- und westpreußische Landesforschung berufen.
- 1984 erhielt er das Verdienstkreuz am Bande des Niedersächsischen Verdienstorden.
- 1990 wurde Theodor Penners mit der Justus-Möser-Medaille die höchste Auszeichnung der Stadt Osnabrück verliehen.

## Schriften (Auswahl)
- Günther Wrede zum Gedächtnis. In: Osnabrücker Mitteilungen, 1977, 83, S. IX–XV.
- Die falsche Prinzessin Charlotte Christine von Wolfenbüttel (Mit zwei Smriftproben). In: Braunschweigisches Jahrbuch. 35. 1954. Braunschweig, S. 156–163 (tu-braunschweig.de).